# Мудров, Олег Геннадьевич
Олег Геннадьевич Мудров (укр. Олег Геннадійович Мудров; род. 27 января 1964, Мурманск - умер 18 января 2025, Мурманск) — советский и украинский хоккеист, центральный нападающий.

## Биография
Играл в союзной второй лиге за киевский «Машиностроитель», который в 1984 году сменил название на ШВСМ. В 1981—1985 годах забросил 49 шайб.
В 1986 году продолжил выступления за ШВСМ в первой лиге. В сезоне-1986/87 провёл 39 матчей, набрал 10 (5+5) очков, в сезоне-1987/88 на его счету 71 матч и 24 (13+11) очка.
В 1988—1990 годах выступал в высшей лиге за киевский «Сокол». В первом сезоне провёл 19 матчей без результативных действий, во втором — 6 матчей. Параллельно продолжал выступления в ШВСМ. В сезоне-1989/90 показал самую высокую результативность в карьере: в 58 матчах во второй лиге набрал 34 (19+15) очка.
По ходу сезона-1990/91 перешёл в братиславский «Слован». Провёл в чемпионате Чехословакии 24 матча, набрал 10 (5+5) очков.
В сезоне-1997/98 играл за киевский «Сокол» в Восточно-европейской хоккейной лиге, в 8 матчах сделал 2 голевых передачи.